# Concordiae
Concordiae – rzymskie święto ku czci Concordii, obchodzone 16 stycznia.
Tego dnia wszystkie osoby składały ofiary w miejscach jej kultu, w samym Rzymie było ich kilka, a najbardziej znana to świątynia stojąca u podnóża Wzgórza Kapitolińskiego, przy Tabularium.